# تاکویا اوتا
تاکویا اوتا (انگلیسی: Takuya Ōta؛ زادهٔ ۲ ژانویهٔ ۱۹۷۰) کشتی‌گیر اهل ژاپن بود.